# Marco Marcola

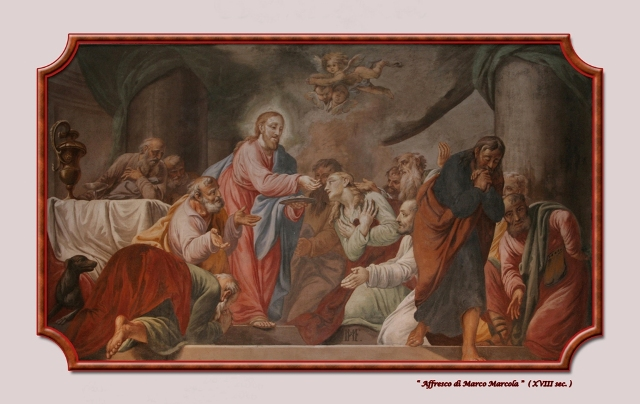
Última Ceia

Marco Marcola (1740 – 1793) foi um pintor italiano, nascido e principalmente activo em Verona . Ele foi inicialmente aprendiz do seu pai Giovanni Battista Marcola . Entre os seus alunos estavam Antonio Pachera, Bellino Bellini e Domenico Zanconti . Ele também é conhecido como Marco Marcuola . A sua irmã, Angela Marcola, também era pintora.